# أساليب التربية
أساليب تربية الأبناء أو أنماط التربية (بالإنجليزية: Parenting styles) هي بنية نفسية تمثل الاستراتيجيات القياسية التي يستخدمها الآباء في تربية أطفالهم. ويمكن أن تكون نوعية نمط التربية أكثر أهمية من مجرد مقدار الوقت الذي يقضيه الوالد مع الطفل، فأنماط التربية تُعتبر تمثيل لكيفية استجابة وتفاعل الآباء مع أطفالهم، وفي حين أن «ممارسات التربية» هي سلوكيات محددة، فإن «أنماط التربية» تمثل أشكال أوسع من الممارسات، وهناك العديد من النظريات والآراء حول أفضل الطرق لتربية الأطفال، فضلا عن المستويات المختلفة من الوقت والجهد الذي يرغب الوالدان في استثماره.
يمر الأطفال بمراحل مختلفة في الحياة، ولذلك فإن الآباء يخلقون أنماطا تربوية معينة من خلال مجموعة من العوامل التي تتطور بمرور الوقت عندما يبدأ الأطفال في تطوير شخصياتهم الخاصة، فخلال مرحلة الطفولة، يحاول الآباء التكيف مع نمط الحياة الجديد من حيث التكيف والترابط بما يتناسب مع رضيعهم الجديد، وتكون العلاقة بين الوالد والطفل هي التعلق، لكن في مرحلة المراهقة يواجه الآباء تحديات جديدة، كمحاولة أو سعي المراهقين إلى الحرية والرغبة فيها.
يؤثر مزاج الطفل وثقافة الوالدين التربوية على نمط التربية الذي قد يتلقاه الطفل، كما أن درجة تعليم الطفل باعتبارها جزءا من التربية لا تزال مسألة أخرى قيد المناقشة.
وجدت البحوث المبكرة في تربية الطفل ونموه أن الآباء الذين يوفرون لأطفالهم الرعاية المناسبة والاستقلال والسيطرة الثابتة، يظهر علي أطفالهم مستويات أعلى من الكفاءة والمهارات الاجتماعية، كما ينتج عن أنماط التربية الإيجابية مهارات تنموية إضافية منها: الحفاظ على علاقة وثيقة مع الآخرين، والاعتماد على الذات، والاستقلال، وخلال منتصف الثمانينيات بدأ الباحثون في استكشاف كيفية تأثير أساليب محددة من التربية على تطور الطفل في وقت لاحق.

## التميز عن ممارسات التربية

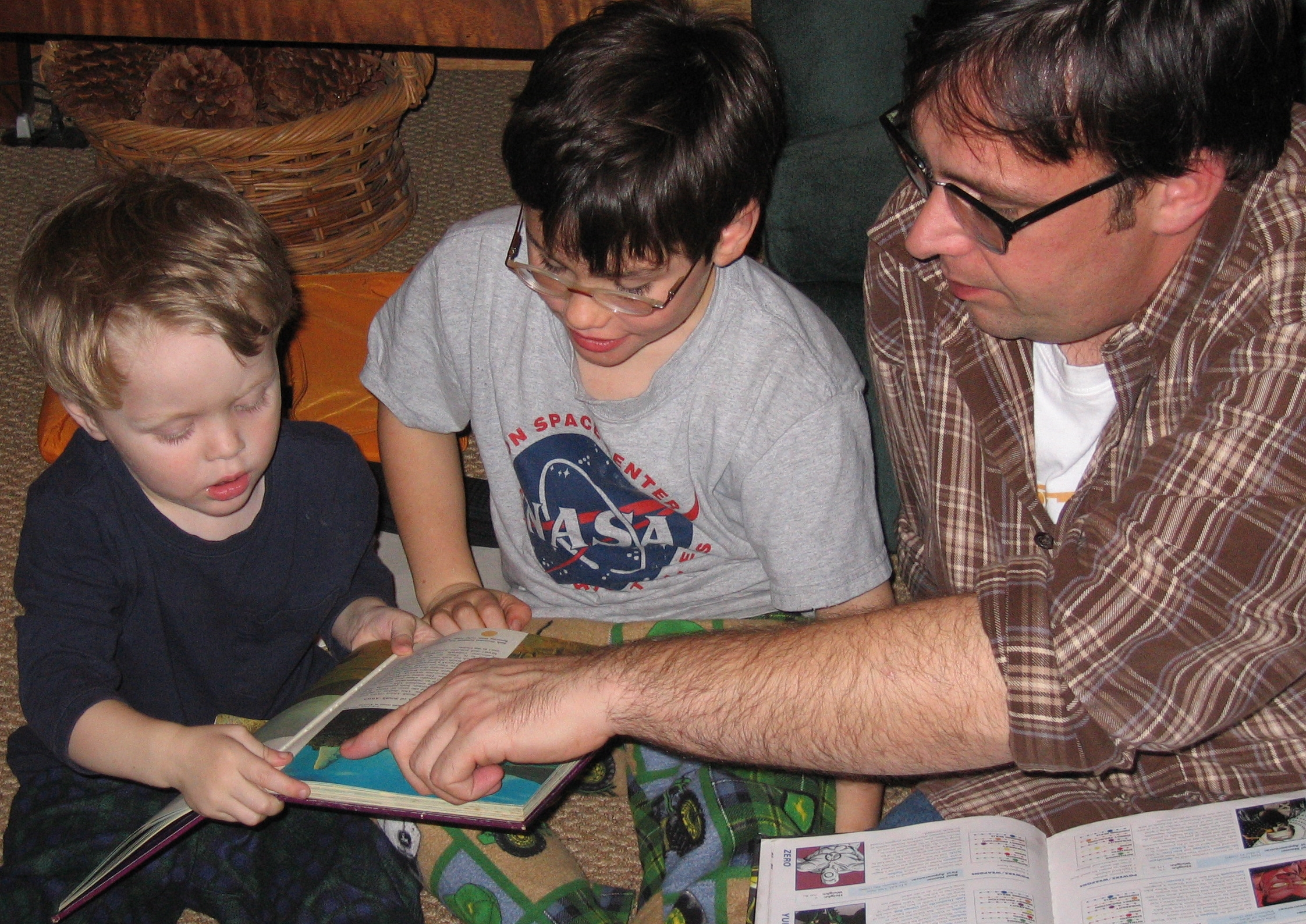
ساعة القراءة الأسرية

اشارت بعض المراجعات الأدبية التي أعدها كريستوفر سبيرا (2005)، تشير دارلينغ وشتاينبرغ (1993) إلي أهمية فهم الفوارق بين أساليب التربية وممارسات التربية: «فممارسات التربية هي سلوكيات محددة يستخدمها الآباء لخرط أطفالهم في التواصل الاجتماعي)»، في حين أن أساليب التربية هي«المناخ العاطفي الذي يتربي فيه الطفل».
وقد أوضحت دراسة أخرى تم إجراؤها الفرق بين «نتائج الطفل والتدابير المستمرة لسلوك الوالدين»، وتشمل بعض المرفقات المدرجة ما يلي: الدعم، والمشاركة، والدفء، والموافقة، والرقابة، والرصد، والعقاب القاسي. ويبدو أن ممارسات التربية مثل دعم الوالدين، والرصد، والحدود الشخصية مرتبطة بدرجات أعلى في المدرسة، ومشاكل أقل في السلوك، وصحة عقلية أفضل. وهذه المكونات ليس لها حدود عمرية، فيمكن أن تبدأ من وقت مبكر في مرحلة ما قبل المدرسة وتقود الطريق إلى الكلية.

## نظريات تربية الأطفال
ابتداء من القرن السابع عشر، كتب اثنين من الفلاسفة بشكل مستقل أعمالا كان لها تأثير على نطاق واسع في تربية الأطفال. ويعتبر كتاب جون لوك (1693) «بعض الأفكار عن التعليم» (Some Thoughts Concerning Education) أساس معروف للتربية التعليمية من وجهة نظر التطهيرية. ويسلط لوك الضوء على أهمية الخبرات في تنمية الطفل، ويوصي بتطوير عاداتهم البدنية أولا. في عام 1762، نشر الفيلسوف الفرنسي جان جاك روسو مجلد عن التعليم (Emile: or, On Education)، واقترح أن يكون التعليم المبكر أقل في الكتب وأكثر في تفاعل الطفل مع العالم. ومن هذا، فإن روسو أكثر اتساقا مع التربية البطيئة، ولوك أكثر اتساقا مع التربية المتفق عليها.

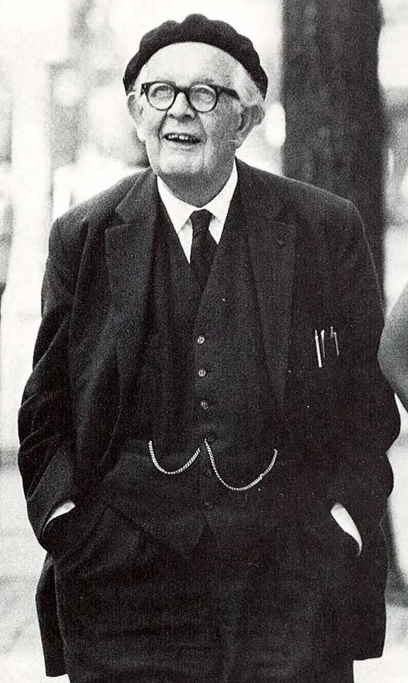
جان بياجيه

تصف نظرية جان بياجيه للتنمية المعرفية كيفية تمثيل الأطفال وتفسيرهم للعالم. وقد كان بياجيه رائدا في مجال تنمية الطفل ولا يزال يؤثر على الآباء والمعلمين وغيرهم من المنظرين.
اقترح إريك إريكسون، عالم النفس التنموي، ثماني مراحل حياتية يجب أن يتطور كل شخص من خلالها، ومن أجل الانتقال إلى المرحلة التالية، يجب على الشخص أن يعمل على «أزمة» يجب أن تُحل فيها معضلة جديدة، وفي كل مرحلة يجب أن يفهم الفرد ويوازن بين قوتين متضاربتين، ولذلك قد يختار الآباء سلسلة من أنماط التربية التي تساعد كل طفل على نحو مناسب في كل مرحلة، وتحدث الخمس الأولى من المراحل الثمانية في مرحلة الطفولة: فالأمل يتطلب موازنة الثقة مع عدم الثقة وعادة ما يحدث منذ الولادة إلى سنة واحدة. والإرادة توازن بين الحكم الذاتي والعار والشك في فترة سن 2-3 سنوات. والنية تصبح مبادرة مع الذنب في عمر من أربع إلى ست سنوات. والفاعلية توازن الكفاءة ضد الدونية في عمر من 7 إلى 12 سنة. والدقة توازن الهوية بارتباك الدور في الأعمار من 13 إلى 19. أما الفضائل المتبقية للبالغين فهي الحب والرعاية والحكمة.
يعتقد رودولف دريكورس أن سوء سلوك الأطفال قبل سن المراهقة سببه رغبتهم التي لم تتحقق في أن يكون عضوا في مجموعة اجتماعية. وحاجج دريكورس بأنهم يقومون بعد ذلك بتسلسل أربعة أهداف خاطئة: أولا يسعون إلى جذب الاهتمام، وإذا لم يحصلوا عليه، فإنهم يهدفون إلى السلطة، ثم الانتقام، وأخيرا يشعرون بعدم الكفاية. وتستخدم هذه النظرية في التعليم وكذلك التربية، كما تشكل نظرية قيمة لإدارة سوء السلوك. وينبغي استخدام تقنيات التربية الأخرى لتشجيع التعلم والسعادة. وقد أكد دريكورس على أهمية إنشاء أسلوب ديمقراطي للأسرة يتبنى طريقة المجالس الأسرية الديمقراطية الدورية وفي الوقت نفسه تجنب العقاب. كما قدم ما يعرف بـ«العواقب المنطقية والطبيعية»، وهذا يعلم الأطفال أن يكونوا مسؤولين وأن يفهموا العواقب الطبيعية لقواعد السلوك السليم والسلوك غير اللائق.
يعتقد فرانك فوريدي، وهو عالم اجتماع ذو اهتمام خاص بالتربية، أن أفعال الوالدين أقل حسما مما يدعيه الآخرون، ووصف مصطلح «تصميم الطفل» بأنه تحديد آفاق حياة الشخص بما يحدث له خلال مرحلة الطفولة، معتبرا أنه لا يوجد دليل يذكر على حقيقته، في حين أن الاهتمامات التجارية والحكومية وغيرها تحاول باستمرار توجيه الآباء إلي بذل المزيد من الجهد والقلق أكثر تجاه أطفالهم، وقال أنه يعتقد أن الأطفال قادرون على التطور بشكل جيد في كل الظروف تقريبا، وبالمثل، أعرب الصحفي تيم جيل عن قلقه إزاء التنفير من المخاطرة من قبل الآباء والأمهات والمسؤولين عن الأطفال في كتابه «بلا خوف»، معتبرا أن هذا النفور يحد من فرص الأطفال لتطوير مهارات البالغين الكافية، لا سيما في التعامل مع المخاطر، وأيضا في أداء أنشطة المغامرة والخيال.

### تصنيفات بومريند للتربية
ركزت الباحثة ديانا بومريند على تصنيف أنماط التربية، وتعرف أبحاثها باسم «تصنيفات بومريند للتربية». وفي بحثها وجدت ما اعتبرت أنها العناصر الأساسية الأربعة التي يمكن أن تساعد في تشكيل التربية الناجحة: الاستجابة مقابل عدم الاستجابة والمطالبة مقابل عدم المطالبة. ومن خلال دراستها حددت باومريند ثلاثة أنماط أولية للتربية: التربية الحازمة والسلطوية والمتساهلة. وتوسع ماكوبي ومارتن في أنماط التربية الثلاثة الأصلية لبومريند من خلال وضع أنماط التربية في فئتين متميزتين: المطالِبة والغير مطالِبة. وبهذه الفروق تم تعريف أربعة أنماط جديدة للتربية:
| نماذج التربية الأربع لماكوبي نماذج التربية لبومريند | نماذج التربية الأربع لماكوبي نماذج التربية لبومريند | نماذج التربية الأربع لماكوبي نماذج التربية لبومريند |
|                                                     | مُطالب                                               | غير مُطالب                                           |
| --------------------------------------------------- | --------------------------------------------------- | --------------------------------------------------- |
| مستجيب                                              | حازم                                                | متسامح (متساهل)                                     |
| غير مستجيب                                          | سلطوي                                               | مهمل                                                |

تعتقد باومريند أن الآباء يجب أن لا يكونوا معاقبين ولا معزولن، وبدلا من ذلك يجب أن يضعوا قواعد لأطفالهم وأن يكونوا عاطفين معهم، وتهدف هذه الأساليب من التربية لوصف الاختلافات العادية في التربية، وليس التربية المنحرفة، مثل التي يمكن ملاحظتها في المنازل المسيئة. وبالإضافة إلى ذلك، يمكن أن يسبب الإجهاد التربوي في كثير من الأحيان تغييرات في سلوكيات التربية مثل عدم الاتساق، وزيادة الاتصالات السلبية، ونقص المتابعة والإشراف ووضع قواعد غامضة أو وضع حدود علي السلوك، أو أن يصبح الوالدان أكثر تفاعلا وأقل استباقية، وقد ينخرطون في سلوكيات تأديبية قاسية على نحو متزايد.

### الأساليب أو الأنماط الثلاثة

#### الأسلوب الحازم
يتصف الوالد الحازم بالاستجابة للطفل والمُطالبة تجاه الطفل بأشياء للقيام بها. وعندما يتم تطوير هذا النمط بشكل منهجي، ينمو ليتناسب مع موصفات التربية الأبوية والرعاية المتفق عليها.
يتميز أسلوب التربية الحازم بنهج يركز على الطفل ويحمل توقعات عالية من النضج، ويمكن للوالدين الحازمين فهم كيف يشعر أطفالهم ومن ثم تعليمهم كيفية تنظيم مشاعرهم. وحتى في حالة وجود توقعات عالية من النضج، فإن الآباء والأمهات الحازمون عادة ما يغفرون أي وجه من وجوه القصور المحتمل. وغالبا ما يساعدون أطفالهم على إيجاد منافذ مناسبة لحل المشاكل. ويشجع الآباء الحازمون الأطفال على أن يكونوا مستقلين ولكن يحافظون علي إبقاء بعض الحدود على تصرفات أطفالهم، ولا يتم رفض اللنقاش المطول، ويحاول الآباء أن يكونوا دافئين في رعايتهم تجاه الطفل. والوالد الحازم ليس متحكما عادة مثل الوالد السلطوي، مما يسمح للطفل بالاستكشاف بحرية أكبر، ويجعلهم يتخذون قراراتهم الخاصة بناء على منطقتهم الخاصة. وكثيرا ما يربي الآباء الحازمون أطفالا أكثر استقلالية معتمدون على أنفسهم. وينتج أسلوب التربية الحازم بشكل أساسي من وجود استجابة ومتطلبات عالية من الوالدين.
يضع الآباء الحازمون معايير واضحة لأطفالهم، ويرصدون الحدود التي يضعونها، ويسمحون للأطفال أيضا بتطوير الاستقلال الذاتي. ويتوقعون أيضا سلوكا ناضجا ومستقلا وملائما لسن الطفل. ويتم قياس العقوبات بالتناسب مع سوء السلوك، وليست عقوبات تعسفية أو عنيفة. وفي كثير من الأحيان لا يتم معاقبة السلوكيات ولكن يتم استكشاف الآثار الطبيعية لأفعال الطفل ومناقشتها - السماح للطفل بأن يرى أن السلوك غير لائق وبالتالي عدم تكراره، بدلا من أن يتوقف عن السلوك لمجرد تجنب العواقب السلبية. ويضع الآباء الحازمون حدودا ويطلبون النضج. كما أنهم يميلون إلى إعطاء تشجيع إيجابي أكثر في الأماكن الصحيحة. ومع ذلك، عند معاقبة الطفل، فإن الوالد سوف يشرح للطفل دوافعه للعقاب. ومن الأرجح أن يستجيب الأطفال لعقوبة الوالد الحازم لأنها معقولة وعادلة. ويعرف الطفل سبب معاقبته لأن الوالد الحازم يجعل الأسباب معروفة، ونتيجة لذلك، فمن المرجح أن يكون أطفال الآباء الحازمون ناجحين، محبوبين ممن حولهم، كما أنهم قادرون على تقرير المصير.

#### الأسلوب السلطوي أو الاستبدادي
يكون فيه الوالد مطالِب لكنه غير مستجيب.
الأبوة السلطوية هي أسلوب تقييدي شديد العقوبة، يقوم فيه الوالدان بإبقاء أولادهما في حالة تبعية للتوجيهات الأبوية مع القليل من التفسير أو التغذية المرتجعة أو التركيز على تصور الطفل والأسرة، ويعد العقاب البدني، مثل الصفع علي المؤخرة، والصراخ أشكال من الانضباط غالبا ما يفضلها الآباء السلطويون أو الاستبداديون، والهدف من هذا النمط، (علي أحسن أحواله) هو تعليم الطفل التصرف والبقاء على قيد الحياة، والازدهار كشخص بالغ في مجتمع قاسي لا يرحم من خلال إعداد الطفل للاستجابات السلبية مثل الغضب والعدوان الذي سوف يواجهها إذا كان سلوكه غير مناسب. وبالإضافة إلى ذلك، فإن دعاة هذا النمط غالبا ما يعتقدون أن صدمة العدوان من شخص آخر من العالم الخارجي ستكون أقل بالنسبة الطفل الذي اعتاد على تحمل كل من الإجهاد الحاد والمزمن المفروض عليه من قبل الآباء.
وللأبوة السلطوية آثار واضحة على الأطفال:
- قد يكون للأطفال الذين نشؤا في ظل هذا النوع من التربية قدرا أقل من الكفاءة الاجتماعية لأن الوالد يخبر الطفل عموما بما يجب عليه القيام به بدلا من السماح للطفل باختياره بنفسه، مما يجعل الطفل يبدو متفوقا على المدى القصير ولكنه يحد من التنمية بأشكال تكشف عن نفسها على نحو متزايد عند انخفاض مقدار الإشراف والرقابة الأبوية المباشرة.
- الأطفال الذين يشرف علي تربيتهم آباء سلطويون (استبداديون) يميلون إلى أن يكونوا متطابقين، مطيعين جدا، هادئين، وغير سعداء. وغالبا ما يعاني هؤلاء الأطفال من الاكتئاب واللوم الذاتي.
  - بالنسبة لبعض الأطفال الذين أشرف على تربيتهم آباء سلطويون فإن سلوكياتهم هذه تستمر في مرحلة البلوغ.
  - الأطفال الذين يشعرون بالاستياء أو الغضب من تنشأتهم في بيئة استبدادية ولكنهم تمكنوا من تطوير ثقة عالية بالنفس في كثير من الأحيان يكونوا متمردين في مرحلة المراهقة أو سن البلوغ.
  - الأطفال الذين يعانون من الغضب والاستياء إلى جانب سلبيات كل من تثبيط الكفاءة الذاتية وزيادة لوم النفس (علم النفس) غالبا ما يتراجعون إلى سلوكيات الهروب، بما في ذلك تعاطي المخدرات، ويكونوا في خطر متزايد لمحاولة الانتحار.
- وقد ترتبط جوانب محددة من الأساليب السلطوية السائدة بين بعض الثقافات والمجموعات العرقية، وأبرزها جوانب الممارسات التقليدية لتربية الأطفال الآسيوية التي وُصفت أحيانا بأنها استبدادية، والتي غالبا ما تستمر بواسطة الأسر الآسيوية الأمريكية، والتي يحاكيها أحيانا آباء من ثقافات أخرى، وقد بصاحبها نتائج أكثر إيجابية من توقع نموذج بومريند.

#### الأسلوب المتساهل أو المتسامح
الوالد المتساهل هو مستجيب ولكنه غير مطالب.
أما التربية المتساهلة، والتي تسمى أيضا المتسامحة، غير التوجيهية، أو التساهلية، أو التحررية، فهي تتميز بأنها قليلة التوقعات السلوكية للطفل، «فالتربية المتساهلة هي أسلوب التربية الذي يشارك فيه أولياء الأمور مع أطفالهم بشكل كبير ولكنهم يضعون بعض المطالب أو الضوابط عليها». فالآباء والأمهات يرعون ويقبلون ويستجيبون لاحتياجات الطفل ورغباته، ومن الناحية الأخرى لا يطلب الآباء من الأطفال تنظيم أنفسهم أو التصرف بشكل مناسب. وبالتالي سوف ينمو الأطفال لمرحلة البلوغ وهم غير معتادين على العدوان من الغير بسبب سلوكهم غير اللائق والذي سيشكل لهم صدمة كبيرة. وكراشدين فإنهم سوف يولون اهتماما أقل لتجنب السلوكيات التي تثير العدوان في الآخرين.
يحاول الآباء المتساهلون أن يكونوا «أصدقاء» لأطفالهم، ولا يلعبون دور الوالدين. وتكون التوقعات من الطفل منخفضة جدا، وهناك القليل من الانضباط. ويسمح الآباء والأمهات المتساهلين أيضا للأطفال باتخاذ قراراتهم الخاصة، وتقديم المشورة لهم كصديق. هذا النوع من التربية متراخ جدا، وله عدد قليل من العقوبات أو القواعد. ويميل الآباء والأمهات المتساهلون أيضا إلى إعطاء أطفالهم ما يريدون، ويحدوهم الأمل في أن يتم تقدير أسلوبهم في استيعاب الأطفال. فيما يعوض آباء متساهلون آخرون أولادهم عما افتقد الآباء أثناء طفولتهم، ونتيجة لذلك يعطون أطفالهم الحرية والمواد التي افتقروا (أي الآباء) إليها في طفولتهم. بحثت بومريند في أطفال مرحلة ما قبل المدرسة والذين لديهم آباء متساهلون، وجاءت بنتيجة أن الأطفال كانوا غير ناضجين، بجانب وجود غياب السيطرة علي التسرع وكانوا غير مسؤولين بسبب أسلوب التربية المتساهل.
قد يميل ألأطفال الذين نشؤا في ظل أسلوب تربية متساهل إلى أن يكونوا أكثر اندفاعة، كما أن المراهقين قد ينخرطون أكثر في السلوكيات السيئة مثل تعاطي المخدرات، «وهؤلاء الأطفال لا يتعلمون السيطرة على سلوكهم ويتوقعون دائما أن يحصلوا على طريقهم». ولكن في الحالات الأحسن حالا فهؤلاء الأطفال آمنون عاطفيا ومستقلون ومستعدون للتعلم وقبول الهزيمة. كما أنهم ينضجون بسرعة ولديهم القدرة على العيش دون مساعدة من شخص آخر.
من دراسة حديثة، أظهرت أن:
- المراهقون الأقل عرضة للكحول كان لديهم آباء وأمهات سجلوا نسبا عالية على حد سواء في المساءلة والدفء.
- ما يسمى بالآباء «المتساهلون» يكون لديهم نقص في المساءلة وزيادة في الدفء، يكون أطفالهم عرضة لشرب الكحول أكثر بثلاثة مرات.
- «الآباء السلطويون» أو الآباء الاستبداديون - زيادة في المساءلة ونقص في الدفء - يكون أطفالهم عرضة (الضعف) لشرب الكحول.

### الآثار على الأطفال
أظهرت معظم الدراسات، وخاصة في البلدان الناطقة بالإنكليزية، أن الأطفال ذوي التربية الحازمة لديهم أفضل النتائج في مجالات مختلفة (السلوك، والتكيف العقلي والاجتماعي ...). وقد تكون القضية مختلفة بالنسبة إلى السكان الآسيويين، حيث وُجد أن الأسلوب السلطوي يكافئ الأسلوب الحازم. من ناحية أخرى وجدت بعض الدراسات تفوق الأسلوب المتسامح في إسبانيا، البرتغال أو البرازيل، ولكن تم الاعتراض على منهجية هذه الدراسات. في الآونة الأخيرة أظهرت دراسة أنه في إسبانيا في حين استخدام نفس الاستبيان المستخدم في بلدان أخرى، لا يزال أسلوب الحزم هو أفضل أسلوب للأطفال.

### أنماط أخرى من التربية

#### التربية التعلقية
أسلوب تربية في إطار نظرية التعلق النفسي. ويعرف التعلق في علم النفس بأنه «رابطة عاطفية دائمة بين الناس». هناك أربعة أنواع رئيسية من التعلق: آمن ، وغير آمن متجنب، وغير آمن مقاوم، غير منظم.

#### التربية المرتكزة علي الطفل
أسلوب التربية الذي دعا إليه بليث وديفيد دانيال، والذي يركز على الاحتياجات الحقيقية والفريدة لكل طفل.

#### التربية الإيجابية
يتداخل هذا الأسلوب بشكل كبير مع أسلوب التربية الحازم ويعرف بالدعم والتوجيه المستمر خلال مراحل النمو.

#### التربية النرجسية
الوالد النرجسي هو الوالد المصاب بالنرجسية أو اضطراب الشخصية النرجسية. وعادة ما يكون الوالد النرجسي قريب من أبنائه بشكل حصري، وقد يكون حسود ومهدَد باستقلال الطفل النامي. وقد تكون النتيجة ما يسمى بنمط من التعلق النرجسي، باعتبار الطفل موجودا لمصلحة الوالد فقط.

#### نموذج الأب الراعي
نموذج عائلي حيث يتوقع من الأطفال استكشاف محيطهم بالحماية من والديهم.

#### فرط الآباء
الآباء الذين يحاولون الانخراط في كل جانب من جوانب حياة أطفالهم، وغالبا ما يحاولون حل جميع مشاكلهم وخنق قدرة الطفل على التصرف بشكل مستقل أو حل مشاكله الخاصة. وفرط الآباء هو مصطلح عامي في أوائل القرن الحادي والعشرين يشير للوالد الذي يولي اهتماما شديدا جدا بتجارب أطفاله ومشاكلهم، ومحاولاته لاكتساح جميع العقبات بعيدا عن مساراتهم، ولا سيما في المؤسسات التعليمية. ويطلق عليه هذا الاسم لأنه يحوم فوق النفقات العامة، وخاصة خلال فترة المراهقة المتأخرة إلى سن البلوغ المبكر التي يحدث خلالها التطور التدريجي للاستقلال والاكتفاء الذاتي كضرورة للنجاح في المستقبل. وقد عززت تكنولوجيا الاتصالات الحديثة هذا النمط من خلال تمكين الآباء من الحفاظ على مراقبة أطفالهم من خلال الهواتف المحمولة، ورسائل البريد الإلكتروني، ورصد الدرجات الأكاديمية من الإنترنت.

#### التربية البطيئة
يشجع الآباء على تخطيط وتنظيم أقل لأطفالهم، وفي المقابل السماح لهم بالتمتع بطفولتهم واستكشاف العالم منها، تكون فيه الالكترونيات محدودة، وتُستخدم الألعاب البسيطة، ويُسمح للطفل أن يطور اهتماماته الخاصة وأن ينمو ليصبح شخصه الحقيقي مستعينا بالكثير من الوقت العائلي، مما يسمح للأطفال باتخاذ قراراتهم الخاصة.

#### التربية السامة
سوء التربية، مع وجود علاقة سامة بين الوالد والطفل تؤدي إلى تعطيل تام لقدرة الطفل على التعرف على نفسه ونقص احترام الذات، وإهمال احتياجات الطفل. ويظهر أحيانا التعسف وسوء المعاملة في هذا النمط من التربية. والكبار الذين يعانون من التربية السامة يصبحوا غير قادرين في الغالب على التعرف على سلوك التربية السامة في حد ذاتها. كما أن الأطفال الذين يعانون من التربية السامة يكبرون بالأضرار والتلفيات ويمررونها لأطفالهم.

#### تربية الدولفين
مصطلح يستخدمه الطبيب النفسي شيمي كانغ والباجث شون عاشور لتمثيل أسلوب التربية التي تعتبر مشابهة لطبيعة الدلافين، بكون الوالد «لعوب واجتماعي وذكي». وقد تناقض ذلك مع «أم النمر». ووفقا لكانغ، فإن التربية الدلفينية توفر توازنا بين النهج الصارم لأم النمر، وعدم وجود القواعد والتوقعات التي تميز ما سماه «آباء قناديل البحر».

## الاختلافات بين الأطفال الذكور والإناث
يميل الأمهات والآباء إلى استخدام سلوكيات مختلفة من التريية على أساس جنس طفلهم. وقد أظهرت الدراسات أن الوالد يمكن أن يؤثر بشكل أكبر على التكيف العاطفي لبناته من خلال أسلوب التربية بدلا من استخدام النهج التأديبي، مثل العقاب. وأيضا يميل كل من الأب والأم أحيانا إلى استخدام أسلوب الحزم تجاه بناتهم، في حين يشعرون بمزيد من الراحة في التحول إلى أسلوب الاستبدادي تجاه الأبناء.